# Michel Sardou

Michel Sardou w 1998

Michel Sardou (ur. 26 stycznia 1947 w Paryżu) – autor, kompozytor i piosenkarz francuski.
Syn pary aktorskiej Fernanda Sardou i Jackie Sardou. Próbował swoich sił tak w teatrze, jak i w kinie, lecz największe triumfy święcił jako piosenkarz. Od 1970 roku zaliczany jest do najpopularniejszych piosenkarzy francuskich, zarówno ze względu na liczbę sprzedanych płyt, jak i kontrowersje, które budzi wokół siebie i swoich tekstów (częste teksty seksistowkie i homofobiczne). Przez ponad 40 lat swojej kariery jego dorobek wynosi 23 wydane albumy i ponad 300 piosenek. Do najbardziej znanych piosenek naleźą Les lacs du Connemara i La maladie d’amour.